# Телеграфная станция (Петергоф)
Телеграфная станция (также Императорская телеграфная станция, Дворцовая телеграфная станция) — историческое здание и музей в Петергофе. Построена в 1858 году. Объект культурного наследия федерального значения. Расположен на Санкт-Петербургском проспекте (дом 3), на границе парка Александрия.

## История
Телеграфная станция в Петергофе относилась к Кронштадтской линии (соединяла Петербург с Кронштадтом через Петергоф и Ораниенбаум). Линия была открыта в 1853 году. Первоначально в Петергофе разместили телеграфную станцию в башне переставшего использоваться оптического телеграфа, на берегу Финского залива, где позднее расположилась Нижняя дача. Но со временем телеграфных аппаратов стало больше, и понадобилось новое здание, которое было возведено в 1858 году по проекту архитектора А. И. Штакеншнейдера. Новая станция начала работу 15 мая 1859 года. У здания были раздельные входы: для обывателей — со стороны Петербургской улицы (Санкт-Петербургского проспекта), и для императорских депеш — со стороны парка.
Здание перестраивалось, но в XXI веке было восстановлено в первоначальном виде, в 2011 году в нём был открыт музей. В музее 10 залов экспозиции. Представлены телеграфные аппараты, образцы телеграмм, воссоздан интерьер помещений, включая кабинет начальника, кухню, ледник.

## Архитектура
Здание построено с использованием готических элементов, в частности, стрельчатых оконных переплётов. Вместе с тем присутствовала стилизация под сельскую постройку, модная в то время. Например, кровля была расписана под соломенную крышу. Во втором этаже располагались помещения для сна дежуривших круглосуточно телеграфистов и курьеров.